# Хартинг, Ян
Ян Хартинг (нидерл. Jan Harting; 9 сентября 1912, Батавия — неизвестно) — индонезийский футболист, защитник и полузащитник.

## Биография
С середины 1930-х годов Хартинг играл за футбольный клуб ХБС из города Сурабая, а также выступал за сборную этого города. Он дважды выигрывал с командой чемпионат Сурабаи. В конце мая 1938 года Ян был вызван в сборную Голландской Ост-Индии и отправился с командой в Нидерланды. Он был одним из семнадцати футболистов, которых главный тренер сборной Йоханнес Христоффел Ян Мастенбрук выбрал для подготовки к чемпионату мира во Франции.
В начале июня сборная отправилась на мундиаль, который стал для Голландской Ост-Индии и Индонезии первым в истории. На турнире команда сыграла одну игру в рамках 1/8 финала, в которой она уступила будущему финалисту турнира Венгрии (0:6). Хартинг остался на скамейке запасных в этом матче.